# 宇佐美里香
宇佐美 里香（うさみ りか、1986年2月20日 - ）は、日本の空手家で、空手指導者である。東京都葛飾区出身。
帝京高等学校、国士舘大学文学部卒業、同大学院スポーツ・システム研究科修士課程修了。

## 人物
井上派糸東流慶心会宗主井上慶身に師事。身長は159cm。段位は三段。種目は形。
帝京高等学校、国士舘大学文学部を経て、鳥取県教育委員会の職員として勤務していた。
2011年、「SUNRISE JAPAN（サンライズジャパン）」のメンバーに選ばれた。
2012年の世界空手道選手権大会優勝を花道として、2013年3月5日に現役引退を表明。その後は指導者の道を歩むべく国士舘大学大学院へ進学。
2015年3月、国士舘大学大学院を卒業。同年4月より、国士舘大学の空手道部専任コーチに就任。また、空手道のオリンピック正式種目採用に向けて、全日本空手道連盟から2020KARATEアンバサダーに任命された。
2015年7月より、ホクトのCMに出演。
2018年7月、武道をコンセプトとし、空手の形とフィットネスを融合した女性専用スタジオ「B.I.F BY NERGY（ビーアイエフ バイ ナージー）」に公式アンバサダーとして参画。
2021年5月15日、全日本空手道連盟の理事会の決議により、日本代表の強化委員長として選出され、同日付で就任した。

## 成績
- 2003年　第30回全国高等学校空手道選手権大会　優勝
- 2005年　第4回世界ジュニア&カデット空手道選手権大会（キプロス）	優勝
- 2006年　第8回アジアジュニア&カデット空手道選手権大会（シンガポール）　優勝
- 2007年　第35回全日本空手道選手権大会　優勝
- 2007年　第51回全日本学生空手道選手権大会　優勝
- 2008年　第36回全日本空手道選手権大会　準優勝
- 2009年　第37回全日本空手道選手権大会　優勝
- 2009年　第9回アジア空手道選手権大会（中国）　優勝
- 2010年　第38回全日本空手道選手権大会　優勝
- 2011年　第39回全日本空手道選手権大会　優勝
- 2012年　第40回全日本空手道選手権大会　優勝
- 2012年　第21回世界空手道選手権大会（フランス） 個人形 優勝